# Усадьба Гаврюхина
Усадьба Гаврюхина — усадьба, расположенная в Коломне, Коломенский городской округ, Московская область. Находится на улице Левшина в восточной части Коломны.
Одна из наиболее старых усадеб Коломны. Состоит из трёх разновременных кирпичных построек, одна из которых — жилой дом — изображена на плане города 1778 года. После перепланировки квартала по регулярному плану появилось в глубине двора здание, стоявшее вдоль улицы.

## История
Небольшая городская усадьба возникла не позднее второй половины XVIII века.
Самой ранней постройкой является кирпичный дом, построенный на рубеже 1760—1770-х годов, стоящий в глубине участка под углом к улице Левшина. Он проиллюстрирован на фиксационном плане Коломны, составленном архитектором Матвеем Фёдоровичем Казаковым в 1778 году с обозначением каменных строений.
По сведениям местных жителей, последним владельцем усадьбы был купец Гаврюхин, который вместе с семьёй проживал во флигеле.
В мае 2016 года было объявлено, что усадьбу восстановят ООО «ИН Строй» в рамках реализации программы губернатора Московской области Андрея Воробьёва «Усадьбы Подмосковья». В декабре усадьба была передана на реставрацию инвестору. Тогда было объявлено, что размер годовой арендной платы составит свыше 560 000 рублей, и что после реставрации усадьба будет «использоваться под административно-деловые цели».
В настоящее время усадьба представляет собой комплекс из трёх разновременных и стилистически разнородных сооружений, построенных на протяжении ХVIII — начала XX веков. Флигель и кондитерская лавка, расположенные рядом в нескольких метрах друг от друга и вынесенные на красную линию улицы, вместе со старым домом, находящимся в глубине участка, образуют небольшой внутренний двор.

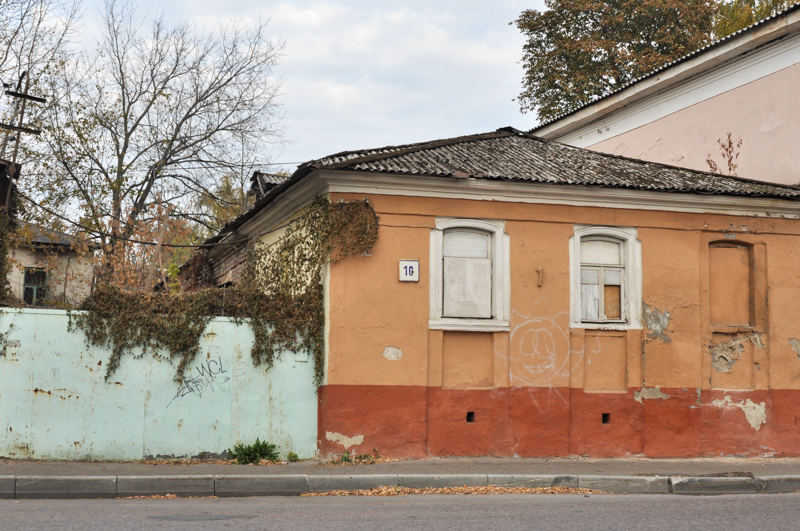
Флигель усадьбы Гаврюхина (2014 год)

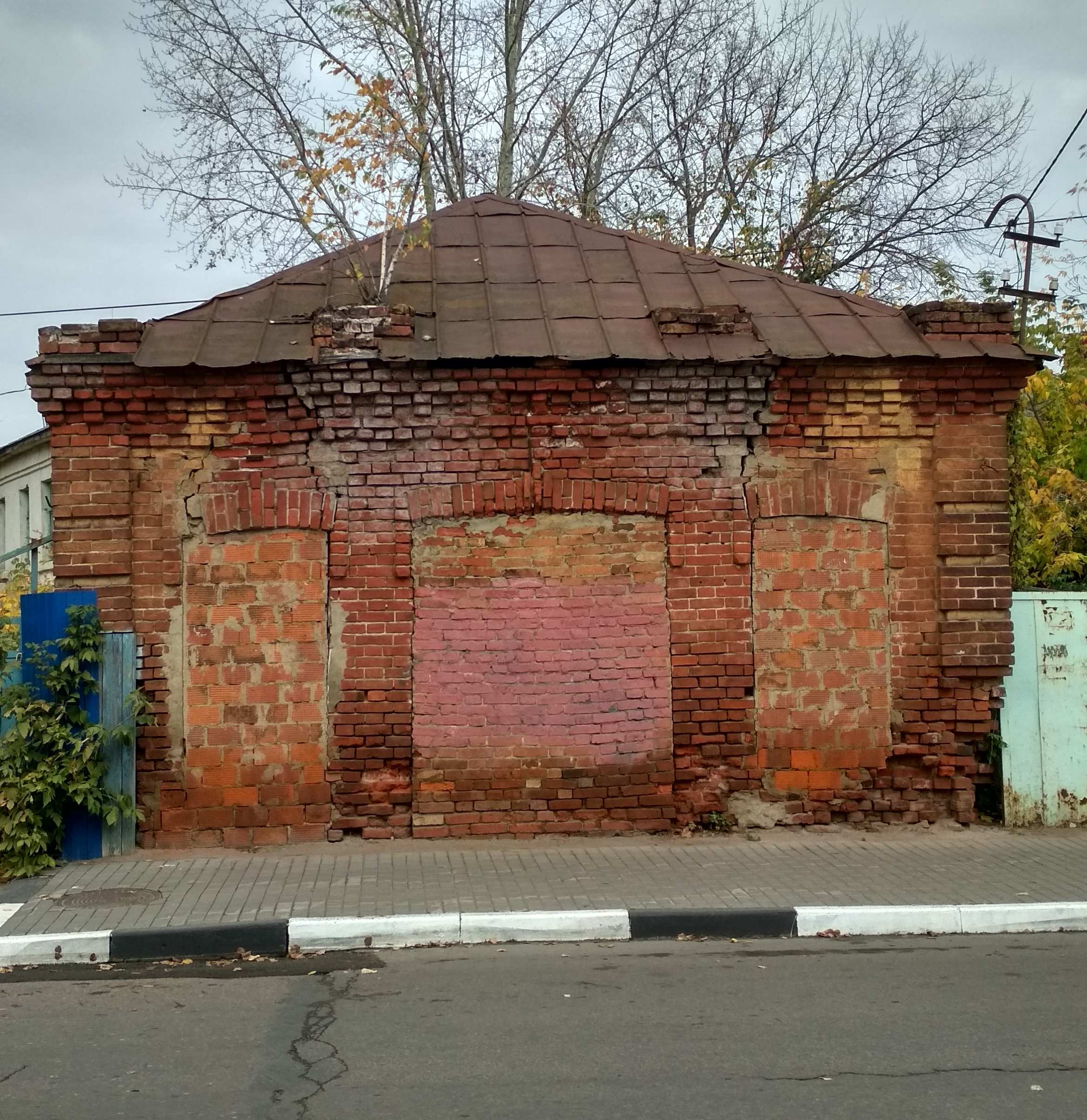
Кондитерская лавка усадьбы (2020 год)

## Описание
Вторым по срокам строительства является кирпичный флигель, выходящий на красную линию современной улицы. Флигель усадьбы одноэтажный, расположен на сводчатом полуподвале, облицованном белым камнем, образующем высокий хозяйственный подклет. Внутренние стены на фасадах соответствуют лопаткам, которые делят стены на неравные части. Такие же лопатки огибают углы здания. Обращённые во двор сени создают отдельный объём. Сохранились наличники плоских окон стиля барокко с лучковой перемычкой, «ушками» и белокаменным трилистником-замком.
Выходящая на улицу передняя треть флигеля с глубоким, некогда сводчатым подвалом, образующим высокий цоколь, относится к концу ХVIII — началу XIX веков, судя по значительной толщине стен и архитектурной разработке главного фасада. Она оформлена в стиле раннего классицизма с помощью вертикальных оконных ниш. Цоколь и карниз выполнены из белого камня. У большинства зданий XIX века нет художественных черт. Остальная часть здания относится к XIX веку.
На одном окне находится железный ставень. Торец дома закрыт поздней пристройкой, остальные фасады оштукатурены и обезличены в окончательном ремонте. От старого декора остались только узкие подоконные «доски». Имение состояло из двух смежных комнат, план которых сейчас можно посмотреть только в подклете. Жилой флигель на высоком полуподвале, ранее имевший своды, строился в две этапа.
По внешней границе участка, рядом с флигелем, возведена небольшая лавка по адресу улица Левшина, 10А, на месте, обычно занимаемом в начале XX века главным особняком в регулярной застройке города. Лавка представляет собой небольшое одноэтажное кирпичное неоштукатурённое сооружение в форме кирпичного стиля. На внешней границе участка находится лавка, построенная в XX веке, с простым фасадом и эклектичным кирпичным декором.